# أرشيبالد بارتون
أرشيبالد بارتون (بالإنجليزية: Archibald Barton)‏ (1862 في المملكة المتحدة - ) هو لاعب كرة قدم بريطاني (وحمل سابقاً جنسية المملكة المتحدة لبريطانيا العظمى وأيرلندا) في مركز الظهير. لعب مع برمنغهام سيتي.